# Israelske angreb på Gaza i marts 2025
Natten til d. 18. marts 2025 udført Israel et overraskelsesangreb ifølge det israelske militær blev deres angrebsplan holdt inden for lukkede kredse i IDF for at skabe et element af overraskelse og vildledning.
" Gazastriben, der afsluttede våbenhvilen i Gaza 2025. Det israelske missil- og artilleriangreb dræbte mere end 400 palæstinænsere, inklsuive 263 kvinder og børn, hvilket gør det til et af de dødeligste angreb i gazakrigen. Operationen havde navnet Operation Might and Sword (hæbraisk: מבצע עוז וחרב, Oz VaHerev) og blev udført af Israel Defense Forces (IDF) i samarbejde med USA.
Den 19. januar 2025 indgik den israelske premierminister Benjamin Netanyahu en våbenhvile i tre faser med Hamas; alle israelske gidsler skulle løslades i anden fase, og gazakrigen ville slutte permanent. Efter første fase, der sluttede 1. marts, fortsatte Hamas til anden fase, som planlagt i våbenhvilen, mens Netanyahu og Donald Trumps regering insisterede på at genforhandle beteingelserne. Israel nægtede også at trække sig tilbage fra stedet i Gaza, selvom det var en del af våbenhvilen. Under våbenhvilen dræbte Israel mere end 140 palæstinensere i Gazastriben. I marts forhindrede Israel at mad og medicin kunne komme ind i Gaza; og lukkede senere for strømmen til Gazas primære afsaltningsanlæg, hivlket i praksisk afskar områdets vandforsyning. Disse handlinger er af Amnesty International og visse nødhjælpsorganisationer blevet betegnet som en eskalering af et israelsk forehavende om folkedrab.
Den 18. marts kl 02:00 om natten igangsatte det israelske militær en voldsomt overraskelsesangreb på forskellige dele af Gazastriben, inklsuive Gaza, Khan Yunis og Rafah. Ifølge Gazas Sundhedsministerium dræbte angrebene mindst 413 personer, hvoraf størstedelen var kvinder og børn. Luftangrebene ramte bebeolsesområder og satte mindst én teltlejr i brand. Hospitaler blev overvældet af døde og sårede. IDF udtalte, at angrebene var rette mod Hamas' ledende medlemmer og mellemledere og operationel infrastruktur. Dette er blevet udfordret af eksperter, der har noteret at Israel angreb Gazastriben tilfældige steder. Adskillige familier blev dræbt under angrebet.
Hamas har fordømt angrebene som et brud på våbenhvilen og har anklaget Israel for at bringe gidslers liv i fare, selvom det ikke var før 20. marts at der blev svaret militært ved at affyre raketter mod Tel Aviv. Den israelske regering udtalte at de udførte angrebet fordi Hamas nægtede at udvide våbenhvilen til at omfatte yderligere gidsler, selvom det blev påpeget at Hamas havde indvilliget i anden fase af den oprindelige våbenhvile, hvor de israelske gidsler ville bliver løsladt til gengæld for en permanent afslutning på gazakrigen. Eskaleringen affødte også internationale reaktioner, og FN's sikkerhedsråd indkaldte til en haste indkaldte til hastemøde for at håndtere krisen.